# Kabinettorgel

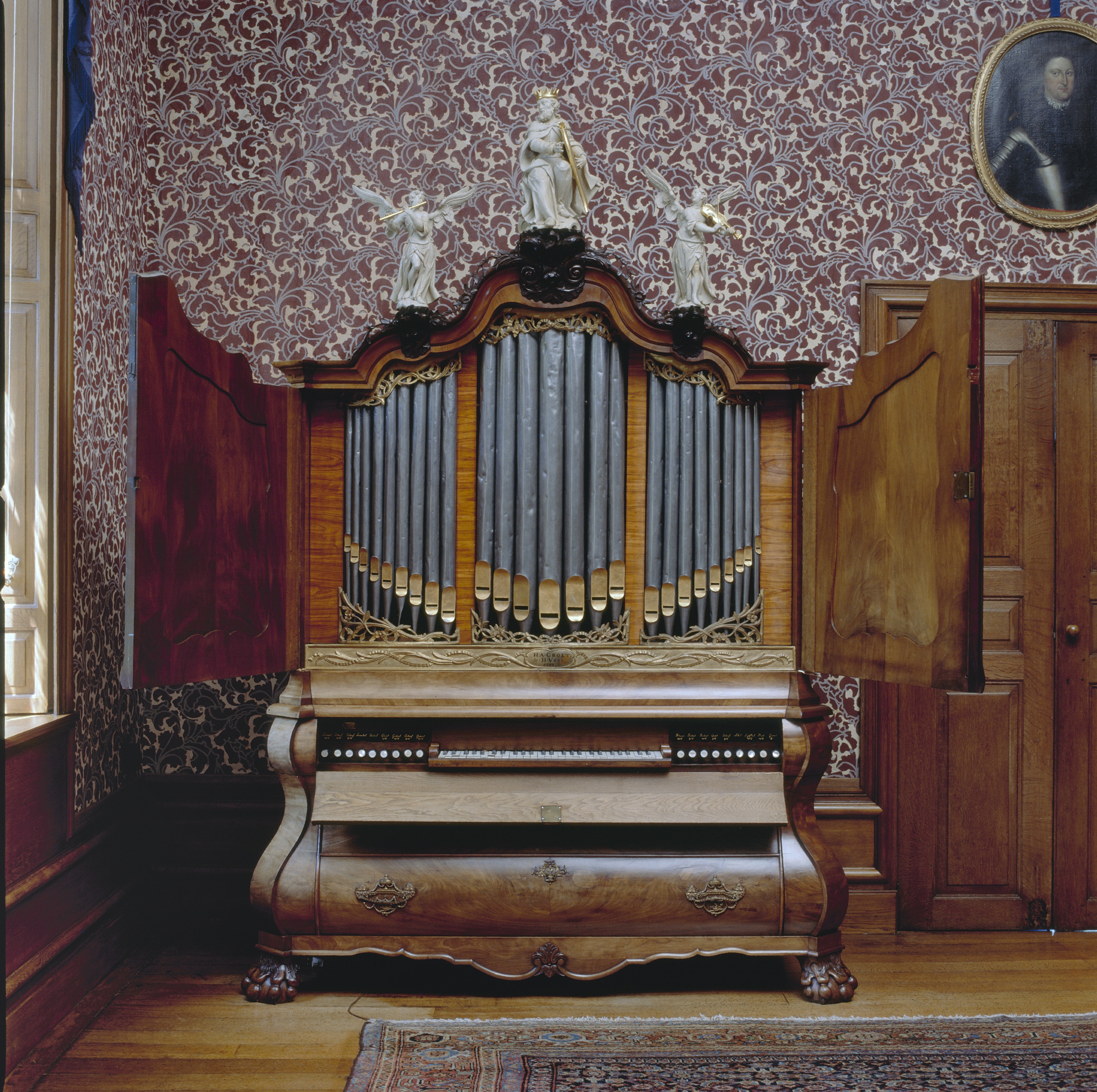
Kabinettorgel von 1777 in der Menkemaborg in Uithuizen (NL)

Eine Kabinettorgel ist eine spezielle Form der Hausorgel, die in einem Zierschrank untergebracht ist, meist einem Aufsatzsekretär. Durch die verschließbaren Flügeltüren ist sie in geschlossenem Zustand nicht ohne Weiteres als Orgel erkennbar. Die versetzbare Kleinorgel verfügt in der Regel über wenige Register auf einem Manual und über kein Pedal. Kabinettorgeln wurden im 18. und 19. Jahrhundert als schmucker Möbelschrank und Prunkstück für ein Kabinettzimmer wohlhabender Bürgerhäuser gebaut und erlebten in den Niederlanden von 1770 bis 1820 eine Blütezeit.

## Bauform und Technik
In der Regel ist das Gehäuse der Kabinettorgel zweiteilig und wird speziell für das Instrument angefertigt, das aber auch in einen bestehenden Kabinettschrank eingebaut werden kann. Während der Blasebalg und der Großteil der Traktur mit dem Wellenbrett im unteren Gehäuseteil verborgen sind, ist das Pfeifenwerk im Obergehäuse aufgestellt. Das Unterteil besteht aus einer wuchtigen Kommode, die mit Beschlägen, Zierleisten und Blend-Schubladen verziert sein kann. Der Organist oder ein Kalkant bedient die Windzufuhr (vergleichbar dem Harmonium) mittels eines Fußhebels. Die im 17. Jahrhundert üblichen Keilbälge wurden im 18. Jahrhundert durch Einfalten-Magazinbälge ersetzt. Der Winddruck war relativ niedrig (meist unter 60 mm/WS). Im 20. Jahrhundert wurde meist auf ein elektrisches Gebläse umgestellt. Anstelle der Schreibplatte des Sekretärs ist die Manualklaviatur eingebaut, vereinzelt imitieren die Registerzüge (Manubrien) die Knöpfe von Schubfächern.

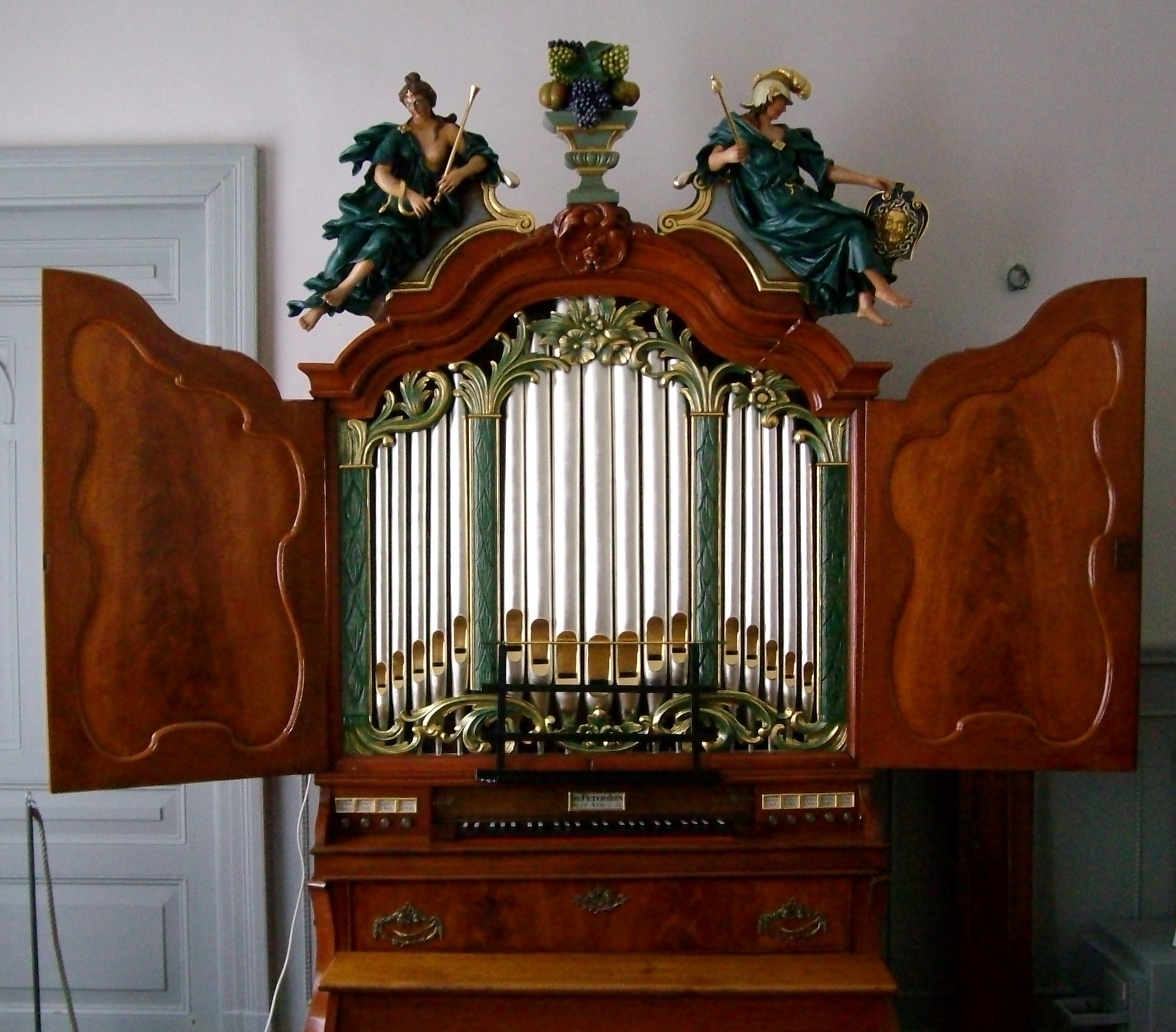
Iben-Orgel von 1790 im Organeum

Das Oberteil ist ein Schrankaufsatz mit Flügeltüren, die bemalt oder mit Spiegeln versehen sein können. Der zwei- oder dreiteilige Prospekt ist durch eine chromatische Aufstellung der Pfeifen gekennzeichnet (keine Terzaufstellung). Die Labien der Prospektpfeifen sind aus Schutzgründen nach innen gerichtet, tragen manchmal aber blinde Labien. Beliebt war im Barock und Rokoko ein geschweifter oberer Gehäuseaufbau, der zur Mitte hin wellenförmig ansteigt. Ab etwa 1785 folgt die neoklassizistische Prospektgestaltung und zu Beginn des 19. Jahrhunderts der Empirestil. Der französische Einfluss wird aber zunehmend zurückgedrängt. In schlichter Ausführung begegnet ein gerader Abschluss oder ein flacher Dreiecksgiebel. Nicht selten bekrönen Figuren, Vasen oder sonstige Zierelemente das Instrument. Nur ausnahmsweise besaßen Kabinettorgeln ein angehängtes Pedal, wie das Instrument von Gideon Thomas Bätz (1751–1820), dem Bruder von Jonathan Bätz, vom Ende des 18. Jahrhunderts. Meist wurden Pedale nachträglich angebaut. Aus der Blütezeit des niederländischen Kabinettorgelbaus sind einige Werke mit einem zweiten Manual bekannt, das als Echowerk diente, aber auch Zungenstimmen in Acht-Fuß-Lage aufweisen konnte.

## Klang
Da Kabinettorgeln für Wohnräume gebaut sind, ist der Klang entsprechend kammermusikalisch konzipiert; ab 1750 werden die Instrumente durch Aliquotregister und Mixturen kräftiger. Um bei wenigen Registern (meist vier bis acht) die klanglichen Möglichkeiten zu erhöhen, werden geteilte Register eingesetzt. Diese Aufteilung ist für den niederländischen Kabinettorgelbau ab 1750 charakteristisch, findet sich aber auch in der Schweiz. Der Klang basiert wegen der fehlenden Höhe meist auf einem Prinzipal in Vier-Fuß-Lage, deren längste und tiefte Pfeife etwa 1,20 Meter misst, seltener auf Zwei-Fuß-Lage (0,60 Meter). In den Niederlanden wurde ein (zusätzlicher) Praestant 8′ aus diesem Grund nur im Diskant gebaut (erklingt ab c1 als Zwei-Fuß). Es überwiegen Flötenstimmen, die aus Holz gefertigt werden. Eine Bauweise mit gedackten oder gekröpften Pfeifen ermöglicht Register in Acht-Fuß-Lage. Neben den Flötenchor tritt als Aliquotregister immer ein Quintregister (2 2⁄3, seltener die hohe Quinte 1 1⁄3), das dem Klang Farbe verleiht. Gemischte Stimmen sind nach 1750 häufig. Seit dieser Zeit kommen bei Kabinettorgeln auch (vereinzelt) Zungen- und Streicherstimmen zum Einsatz. Die Orgel der Gandersumer Kirche geht auf eine Hausorgel des 18. Jahrhunderts zurück und ist aufgrund des Vorhandenseins einer Mixtur als Kirchenorgel geeignet.
Zum Grundbestand einer niederländischen Disposition gehören die Register Holpijp 8′, Flöte 4′ und Oktave 2′ sowie eine Quinte. Nach 1750 traten regelmäßig Praestant 4′ und die Mixtur hinzu. Kennzeichnend für die Blütezeit der niederländischen Kabinettorgel ist die Sesquialtera, die sich in eine Quinte 2 2⁄3 und eine Terz 1 3⁄5 zerlegen lässt, was die Klangmöglichkeiten erweitert.
Als Beispiel einer typischen niederländischen Disposition kann die Kabinettorgel in Anloo von Heinrich Hermann Freytag aus dem Jahr 1804 dienen:
| Manual C–f3      |    |
| Prestant (ab c1) | 8′ |
| Holpijp          | 8′ |
| Prestant B/D     | 4′ |
| Roerfluit        | 4′ |
| Quinte           | 3′ |
| Octaaf           | 2′ |

## Verbreitung

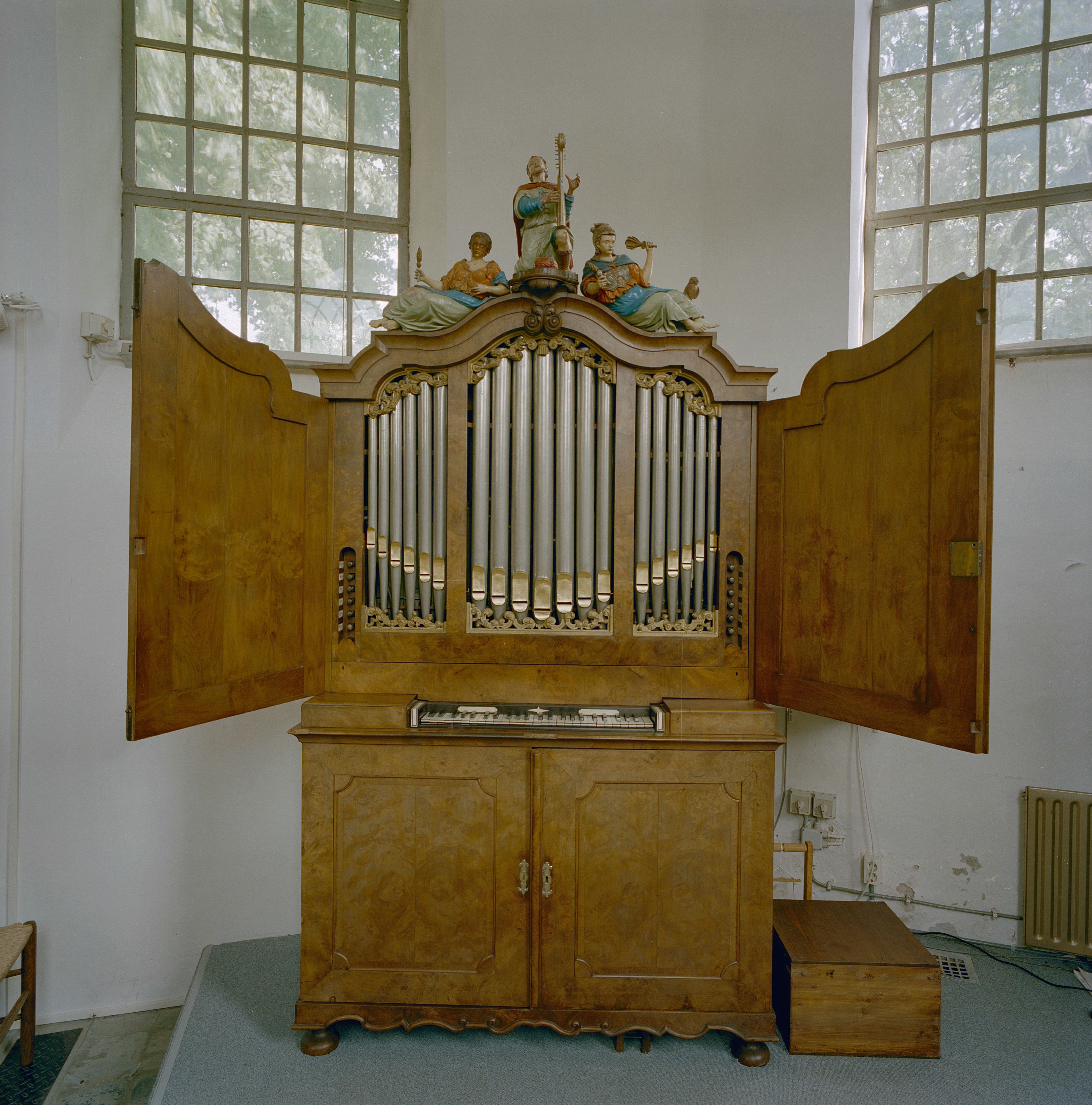
Keerman-Instrument von 1736

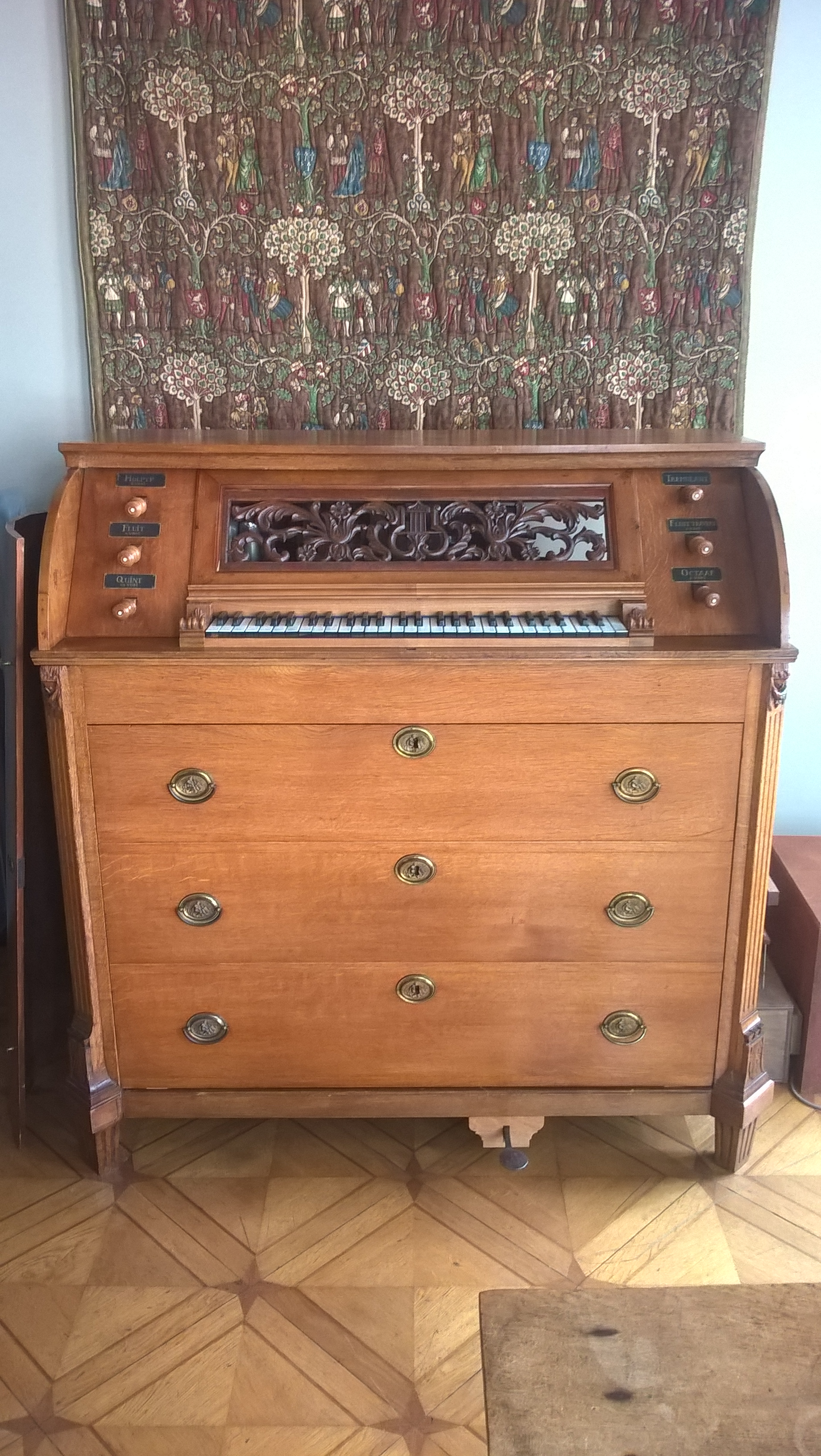
Bureaux-Orgel von Snitger/Freytag (um 1796)

Erbauer von Kabinettorgeln sind in der Regel Orgelbauer, die auch Kirchenorgeln und andere Tasteninstrumente bauen. Als Vorläufer der Kabinettorgel können Instrumente wie die Orgel von Schloss Frederiksborg von Esaias Compenius dem Älteren (1610) betrachtet werden, die als reich verziertes und verschließbares Möbelstück gestaltet ist.
Die meisten Kabinettorgeln stammen aus den Niederlanden und entstanden in der zweiten Hälfte des 18. Jahrhunderts in Amsterdam im Auftrag wohlhabender Bürger. Hausorgeln sind hier seit dem 17. Jahrhundert bekannt, als sich die Musik aufgrund des Calvinismus von den Kirchen in die Bürgerhäuser verlagerte. Pieter Keerman baute 1736 in Amsterdam die älteste erhaltene niederländische Kabinettorgel. Ein Instrument von 1739 (heute in Bronkhorst) geht auf Albertus Antonius Hinsz zurück. Der berühmte Orgelbauer Christian Müller schuf in den 1740er Jahren mehrere derartige Hausorgeln. Andere niederländische Erbauer von Kabinettorgeln waren Vitus Wigleben, Jan Christoffel Smit und Detlef Onderhorst, der noch bis 1762 Keilbälge verwendete. Von Jan Jacob Vool stammen die Instrumente in der Menkemaborg (1777) und im Organeum in Weener (um 1800). Aufgrund der großen Beliebtheit wurden Kabinettorgeln in zunehmendem Maß auch außerhalb Amsterdams gebaut. Eine Kabinettorgel von 1774 von Hendrik Humanus Hess aus Gouda verfügt sogar über einen 16-Fuß. Hess setzte bei einigen Werken Blindpfeifen im Prospekt ein, wodurch dieser abwechslungsreicher als bei einer chromatischen Aufstellung gestaltet werden konnte. Heinrich Hermann Freytag aus Groningen verfertigte in den 1800er Jahren mehrere Kabinettorgeln mit je sechs Registern. Zusammen mit Frans Casper Snitger baute er um 1796 eine Bureauorgel in einem verschließbaren Sekretär, der ohne Schrankaufsatz auskommt. Diese Art von Bureau- und Sekretärorgeln bilden wiederum einen eigenen Typ von Hausorgeln. Mit dem Aufkommen des weitaus günstigeren Harmoniums und des Klaviers ging der Bau von Hausorgeln ab 1820 zunehmend zurück. Sie gelangten vielfach in kleine Kirchen und überlebten auf diese Weise.
In Deutschland beendete der Dreißigjährige Krieg die Blütezeit von Hausorgeln. Ausschließlich Kabinettorgeln baute Ibe Peters Iben, der in Emden seine Werkstatt betrieb und zeitweise zwei Gesellen beschäftigte. Von Iben sind zwischen 1783 und 1804 mehrere Instrumente nachgewiesen. Seine Orgel von 1790 befindet sich heute ebenfalls im Organeum. Eine Orgel brandenburgischer Herkunft aus der Zeit um 1810 steht heute im Brandenburgischen Orgelmuseum. Auch aus Frankreich, England, Spanien, Portugal, Italien und der Schweiz sind Kabinettorgeln bekannt. Die Schweizer Kabinettorgeln weisen mehr Flötenstimmen als die niederländischen auf, verwenden den Keilbalg und haben einen niedrigeren Winddruck (um 40 mmWS). Aliquoten und Zungen sind selten vertreten.